# Івченко Борис Вікторович
Бори́с Ві́кторович І́вченко (29 січня 1941, Запоріжжя — 28 червня 1990, Київ) — український кінорежисер і актор. Син українського кінорежисера Віктора Івченка.

## Життєпис
Борис Івченко народився 29 січня 1941 року в Запоріжжі, у родині кінорежисера та сценариста, Народного артиста УРСР Віктора Івченка та його першої дружини, акторки Ольги Ножкіної.
У 1966 році закінчив режисерський факультет Київського державного інституту театрального мистецтва імені І. Карпенка-Карого.
У 1966–1990 роках — режисер Київської кіностудії імені О. П. Довженка.
Помер 28 червня 1990 року. Похований на Байковому кладовищі (ділянка № 6).

## Пам'ять
- 2011: До 60-річчя режисера студія «КТМ» зняла 30-хвилинний фільм «Любі мої… Хороші. Борис Івченко» (режисер Сергій Іушин, продюсер Сергій Затула)[2].

## Фільмографія

### Режисер
- Антракт (1966)

Могила Бориса Івченка

- Втікач з «Янтарного» (1968, другий режисер)
- Анничка (1968, Приз «Золота Башта Байона» II Міжнародного кінофестивалю у Камбоджі, 1969)
- Олеся (1971)
- Пропала грамота (1972)
- Коли людина посміхнулась (1973)
- Марина (1974)
- Пам'ять землі (1976)
- Під сузір'ям Близнюків (1979)
- Два дні у грудні (1981)
- Завтрашній хліб (1980, т/ф),
- Зоряне відрядження (1982)
- Раптовий викид (1983)
- Небилиці про Івана (1990)

### Актор
- НП. Надзвичайна подія (1958), епізод
- Фортеця на колесах (1960)
- Кров людська — не водиця (1960)
- Дмитро Горицвіт (1961)
- Анничка (1968)
- Вавилон XX (1979)